# Eesti Superkarikas 2019
La 24ª edizione della Eesti Superkarikas si è svolta il 3 marzo 2019 allo Sportland Arena di Tallinn tra il Kalju Nõmme, vincitore della Meistriliiga 2018 e il Levadia Tallinn, vincitore della Coppa d'Estonia 2017-2018.
La squadra Kalju Nõmme si è aggiudicata il trofeo per la prima volta nella sua storia.

## Tabellino
| Arbitro: | Ošomkov |

|                             |           |                                |
| Uggè Tamm 62’ Markovych 70’ | Marcatori | 39’ Zhurakhovskyi 77’ Nesterov |